# ナタリア・アンデルリ
ナタリア・ アンデルリ（Natália Anderle）はブラジルのリオグランデ・ド・スル州ロカ・サレス出身のミス・ブラジル2008。
ミス・ブラジル2008は4月13日に行われ、前ミス・ブラジルのナタリア・ギマランエスから冠を受け取り、1954年以来最大となる、250000レアルの賞金と共に自動車や陶磁器が授与された。
ミス・ユニバース2008の代表にも選ばれたものの、賞を手に入れることはできなかった。
2007年10月16日にはミス・リオグランデ・ド・スル州を受賞しており、賞金を授与した際に何に使うかと聞かれ、リオ・グランデで農家をしている両親への助けにすると答えた。